# Xã Eagle, Quận Meade, South Dakota
Xã Eagle (tiếng Anh: Eagle Township) là một xã thuộc quận Meade, tiểu bang Nam Dakota, Hoa Kỳ. Năm 2010, dân số của xã này là 17 người.